# HTTPの持続的接続
HTTPの持続的接続（HTTPのじぞくてきせつぞく）は、同じTCP接続を使い、複数のHTTPリクエスト・レスポンスを送受信するアイデアである。クライアントは一回のTCP接続で複数のコンテンツを要求することにより、通信パフォーマンスを向上させる事が出来る。